# Barsine (dona d'Èumenes)
Barsine (en grec antic Βαρσίνη) era una filla d'Artabazos II sàtrapa de Dascilios i probablement d'una germana de Memnó i Mentor de Rodes. Va tenir una germana paterna de nom també Barsine, però de mare diferent, que es va casar amb Memnó de Rodes i va ser amant d'Alexandre el Gran.
Alexandre el Gran la va donar en matrimoni a Èumenes de Cardia a la gran festa dels casaments col·lectius que es va fer a Susa el 324 aC, segons diu Plutarc.